# Raul Seixas

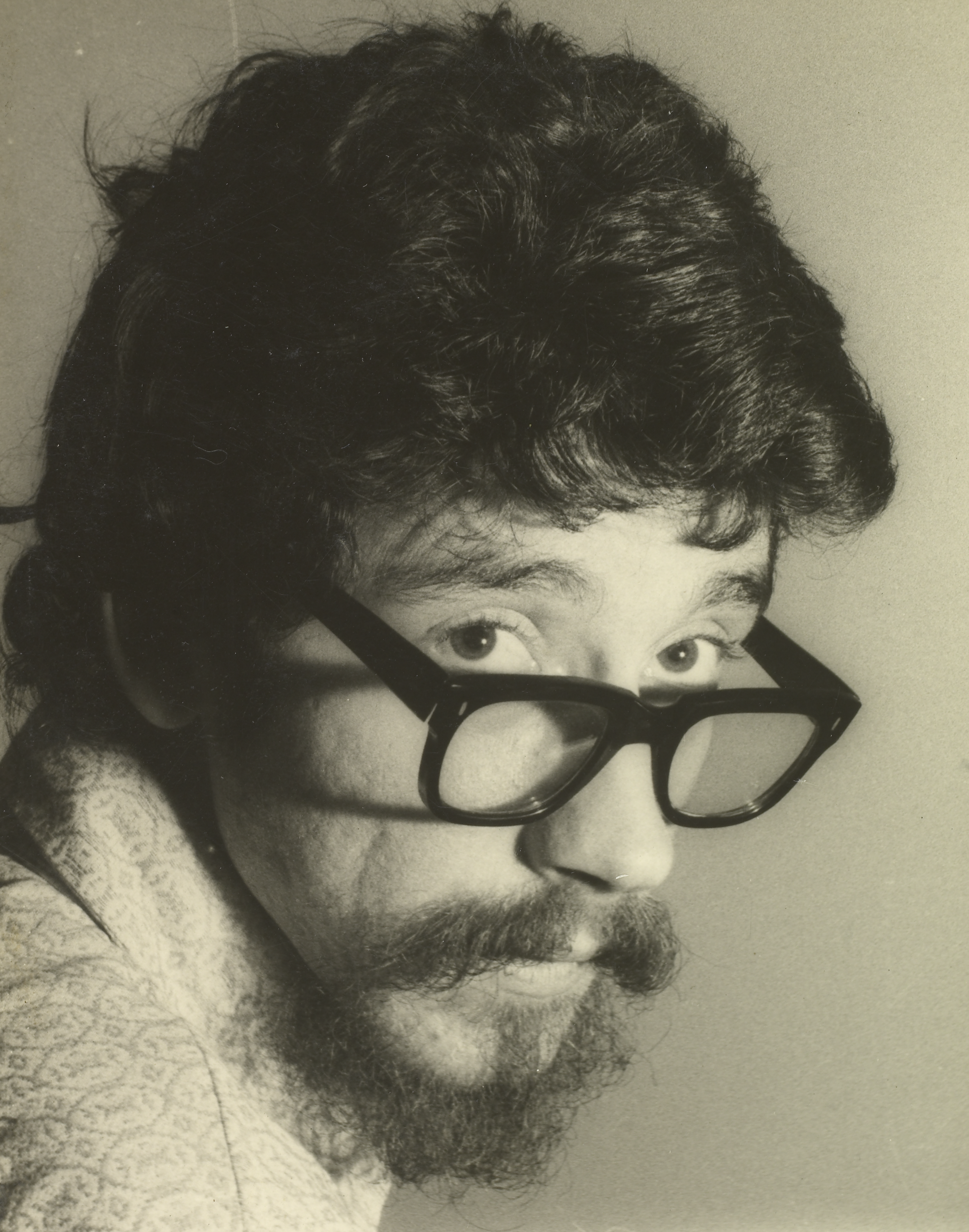
Raul Seixas, 1972.

Raul Santos Seixas (Salvador, 28 giugno 1945 – São Paulo, 21 agosto 1989) è stato un cantante, compositore, musicista e produttore brasiliano.

## Biografia
Nato e cresciuto a Salvador nello Stato di Bahia, fin da piccolo dimostrò un grande interesse nei confronti della letteratura e della musica.
Nel corso dell'adolescenza accompagnò il padre in numerosi viaggi attraverso il Brasile e rivelò una grande passione per la musica della tradizione nordestina. Nello stesso periodo entrò in contatto con uno stile musicale che lo avrebbe influenzato lungo tutto il suo percorso artistico: il Rock and roll, di cui divenne un grande estimatore, fondando il fan club di Elvis Presley di Salvador.
Negli anni sessanta costituì un suo gruppo che, dopo vari cambi di formazione e di denominazione, finì per chiamarsi "Raulzito e os Panteras".
Nel 1967 il cantante-musicista Jerry Adriani, su suggerimento di artisti locali, scelse il gruppo di Seixas per l'apertura del suo spettacolo a Salvador. Grazie al discreto successo ottenuto, Adriani decise di portare Seixas con sé per una tournée a Rio de Janeiro, dove l'artista baiano incise il suo primo disco.
Dopo alcuni venne chiamato a lavorare per la casa discografica CBS (attuale Sony BMG).
Nel 1970, dopo aver letto un articolo sulla vita extraterrestre ed esserne rimasto particolarmente colpito, entrò in contatto con l'autore, l'allora giovanissimo Paulo Coelho. Fu un incontro decisivo per entrambi e l'inizio di una collaborazione che portò alla realizzazione congiunta di brani di successo come Hà dez mil anos atras e Maluco Beleza.
Seixas iniziò ad ottenere un buon successo e il pubblico cominciò a capire che dietro al cantante e musicista c'era anche un uomo profondamente contrario al regime dittatoriale che opprimeva il Brasile in quel periodo.
Nel 1974 Seixas e Coelho fondarono la "Società Alternativa" sulla spinta del pensiero di Aleister Crowley. Non passò inosservato al regime brasiliano: Seixas e Coelho furono costretti all'esilio negli Stati Uniti d'America. Data la popolarità dell'artista, il governo gli concesse il rimpatrio poco tempo dopo.
Nel 1975 fu tra i protagonisti dell'evento musicale Hollywood Rock, immortalato poi nel film concerto Ritmo alucinante.
Dal 1975 al 1979 Seixas pubblicò una serie di album di successo contenenti brani entrati nella storia della musica brasiliana, come Mosca na Sopa, Ouro de Tolo, Sapato 36, Gità.
Nel frattempo la vita privata di Seixas subì duri colpi: egli si separò dalla moglie, entrando quindi in depressione, e i suoi problemi di alcolismo divennero sempre più seri, tanto che dovette sospendere i concerti dal vivo, limitandosi a produrre album in studio. A ciò si aggiunse l'aggravarsi del suo diabete mellito di tipo 1.
Il 21 agosto 1989, in coincidenza con la data di uscita del suo ultimo disco, venne trovato morto nella sua abitazione di San Paolo, stroncato da una pancreatite acuta fulminante.